# Dāvūd Kolā-ye Pā'īn
Dāvūd Kolā-ye Pā'īn (persiska: داوود كُلا, داوود كُلای پائين, Dāvūd Kolā, داود كلا پائين, Dāvūd Kolā-ye Pā’īn) är en ort i Iran.   Den ligger i provinsen Mazandaran, i den norra delen av landet, 130 km nordost om huvudstaden Teheran. Dāvūd Kolā-ye Pā'īn ligger 27 meter över havet och antalet invånare är 457.
Terrängen runt Dāvūd Kolā-ye Pā'īn är huvudsakligen platt, men söderut är den kuperad. Runt Dāvūd Kolā-ye Pā'īn är det tätbefolkat, med 286 invånare per kvadratkilometer. Närmaste större samhälle är Āmol, 13,0 km väster om Dāvūd Kolā-ye Pā'īn. Trakten runt Dāvūd Kolā-ye Pā'īn består till största delen av jordbruksmark.